# 马祖利斯基
马祖利斯基（羅馬化：Mazulʹskiy）是俄罗斯克拉斯诺亚尔斯克边疆区的市级镇，属边疆区辖市阿钦斯克市，位于鄂毕河流域内丘雷姆河一支流马祖利卡河（Мазулька）河畔，地处克拉斯诺亚尔斯克边疆区南部，在阿钦斯克西偏南、边疆区首府克拉斯诺亚尔斯克西偏北方。
该地2021年人口有1,263人；2010年人口1,293；2002年人口1,326；1989年人口1,638。